# Banfieldara
× Banfieldara (abreviado Bnfd en el comercio) es un híbrido intergenérico entre los géneros de orquídeas Ada × Brassia × Odontoglossum. Fue publicado en Orchid Rev. 90(1059) cppo: 8 (1982).